# 艾斯泰尔加伊霍尔瓦蒂
艾斯泰尔加伊霍尔瓦蒂，是匈牙利佐洛州所辖的一个村，总面积16.70平方公里，总人口437，人口密度26.2人/平方公里（2010年1月1日）。